# Teotônio Vilela
Teotônio Vilela är en kommun i Brasilien.   Den ligger i delstaten Alagoas, i den östra delen av landet, 1 400 km nordost om huvudstaden Brasília. Antalet invånare är 41 158.
Omgivningarna runt Teotônio Vilela är en mosaik av jordbruksmark och naturlig växtlighet. Runt Teotônio Vilela är det ganska tätbefolkat, med 72 invånare per kvadratkilometer.